# Hotel Plaza (Buenos Aires)
El Plaza Hotel es uno de los edificios más representativos del Buenos Aires de principios de siglo XX en Argentina. Actualmente tiene la concesión de su explotación la cadena Marriott pero la propiedad es del Grupo Sutton Dabbah que se lo compró en 2013 a los herederos de Ernesto Tornquist.

## Historia
Emprendimiento del empresario Ernesto Tornquist con vistas a los festejos del Centenario de la Revolución de Mayo en 1910, el Plaza Hotel es obra del arquitecto alemán Alfred Zucker, y fue inaugurado el 15 de julio de 1909, siendo considerado el primer hotel de lujo de Sudamérica. Contó con comodidades excepcionales para la época, como una central telefónica, ascensores OTIS, red de agua fría y caliente, y una innovación conocida como ropero americano, que no era ni más ni menos que el placard.
Durante décadas compitió en primacía dentro de los hoteles porteños solo con el Alvear Palace Hotel, propiedad desde 1983 del Grupo Sutton Dabbah y Mario Falak.
En los años de 1920 el hotel puso a disposición del Gobierno Argentino una Suite Diplomática para que Cancillería alojara a reyes, presidentes, primeros ministros y delegados en misiones especiales. La 470 –un verdadero departamento privado dentro del hotel– cumplió esa función durante casi setenta años, y alternó a jefes de Estado con visitantes ilustres.
En 2009 fue el primer hotel argentino en celebrar su primer centenario. Durante todo ese año llevó adelante recorridas gratuitas que dieron a conocer su historia. Y ese mismo año publicó un lujoso libro que combina un repaso a esos primeros 100 años de vida con numerosas fotografías, reproducciones de menús de época, planos y anécdotas.
A fines de 2012, las familias Tornquist y Shaw anunciaron la venta del Plaza Hotel por US$ 50.000.000, mientras la cadena Marriott seguiría a cargo del gerenciamiento. En abril del año siguiente, el Grupo Sutton Dabbah, compró el edificio por $ 280 millones.
El hotel cerró el 29 de abril de 2017. Su mobiliario y contenido se vendieron al público en 2021. En 2022 se anunciaron planes para una reconstrucción completa del hotel, diseñado por BMA firma de arquitectura y planeamiento urbano con sede en Argentina, Chile y Miami, con diseño interior del arquitecto local Martín Zanotti. La familia Sutton Sabbah también es propietaria de los hoteles Llao Llao e Icon, y del centro comercial Galerías Pacífico.
La obra costará 50 millones de dólares. La estructura original de 1909 se convertirá en residencias de lujo. La ampliación de 1948 fue demolida en 2022 y será reemplazada por una nueva torre de hotel de 12 pisos. Se espera que el hotel vuelva a abrir en 2027.

## Descripción
Construido en la zona de Retiro y frente a la Plaza San Martín sobre la calle Florida, en un terreno adonde antes había funcionado un depósito de carbón, fue el primer edificio de nueve pisos de Buenos Aires (y el más alto, en su momento), aunque sería ampliamente superado luego por el rascacielos Kavanagh del cual apenas lo separa un pequeño callejón llamado Corina Kavanagh, el edificio Kavanagh fue construido en la década de 1930 a metros hacia el noreste del Hotel Plaza. 
El edificio del Plaza puede ser considerado como un precoz experimento en la combinación de los criterios de composición de raíz académica que llegaban de Europa con los nuevos que imponía la ordenación urbana norteamericana. La experiencia de Zucker en Nueva York permitió aprovechar al máximo el terreno y las visuales disponibles hacia la plaza, el río y la propia ciudad. Pero la verdadera novedad consistió en el desarrollo de un esqueleto de acero fundido que preservaba a la estructura del fuego y permitía que los cimientos tuvieran que soportar menos peso: el edificio podía crecer en altura. La adopción del bay window vertical corrido acentuó el ritmo ascendente de la construcción y le otorgó mucha plasticidad. Sin embargo, Zucker debió hacer concesiones al gusto ecléctico de la élite local, y la fachada sigue al pie de la letra el programa clásico de basamento, cuerpo central y coronamiento con mansarda de pizarra gris que tanto adoraban los argentinos de gusto francófilo. Pero fue muy astuto al restringir la ornamentación exterior, haciéndole «ver» a Tornquist que el ojo humano tenía un límite que la construcción en altura superaba. 
Tornquist lo dejó hacer pero con una condición: su residencia privada se encontraba frente al terreno donde se levantaría el futuro hotel, cruzando la calle Charcas (hoy, Marcelo T. de Alvear) y, según se relata, el proyecto original de Zucker tuvo que ser modificado porque el edificio proyectaría sombra sobre la casa de su propietario. Por eso, se realizaron modificaciones: el proyecto fue corrido unos metros hacia el este y su planta fue girada para ajustarse a esa parte del irregular terreno. La parte correspondiente a la esquina de la calle Charcas se dejó sin construir, y fue recién en 1913 que los arquitectos Giré y Molina Civit construyeron la actual entrada de carruajes en ese rincón y el Salón Colonial del primer piso, que dialogaba en aspecto y altura con la esquina de enfrente.
El Plaza Hotel continuó creciendo, fue modernizado en 1934 (cuando perdió mucha de su ornamentación de fachadas y sus salones adquirieron la estética art decó de moda, y entre 1942 y 1948 los arquitectos Rocha y Martínez Castro lo ampliaron con un anexo de grandes dimensiones hacia el lado de la calle San Martín, que se distingue del edificio original por su menor ornamentación y mayor sobriedad. 
En 1977, con motivo de la celebración de la Copa Mundial de Fútbol de 1978, fue nuevamente remodelado por los arquitectos Clorindo Testa y Héctor Lacarra y se aumentó su capacidad. En esa ocasión se buscó modernizar diversos aspectos funcionales relacionados con los cambios en el uso de los hoteles y sus habitaciones, buscando respetar el valor arquitectónico del edificio. En el 8° piso se dotó de balcones a las habitaciones, todos los baños fueron modernizados y decorados a nuevo, y se reorganizaron las habitaciones en general. Además, se actualizaron las instalaciones, agregando TV, música de fondo y servicio de habitación con timbre.
En la actualidad, el Plaza Hotel posee 325 habitaciones.

## Galería

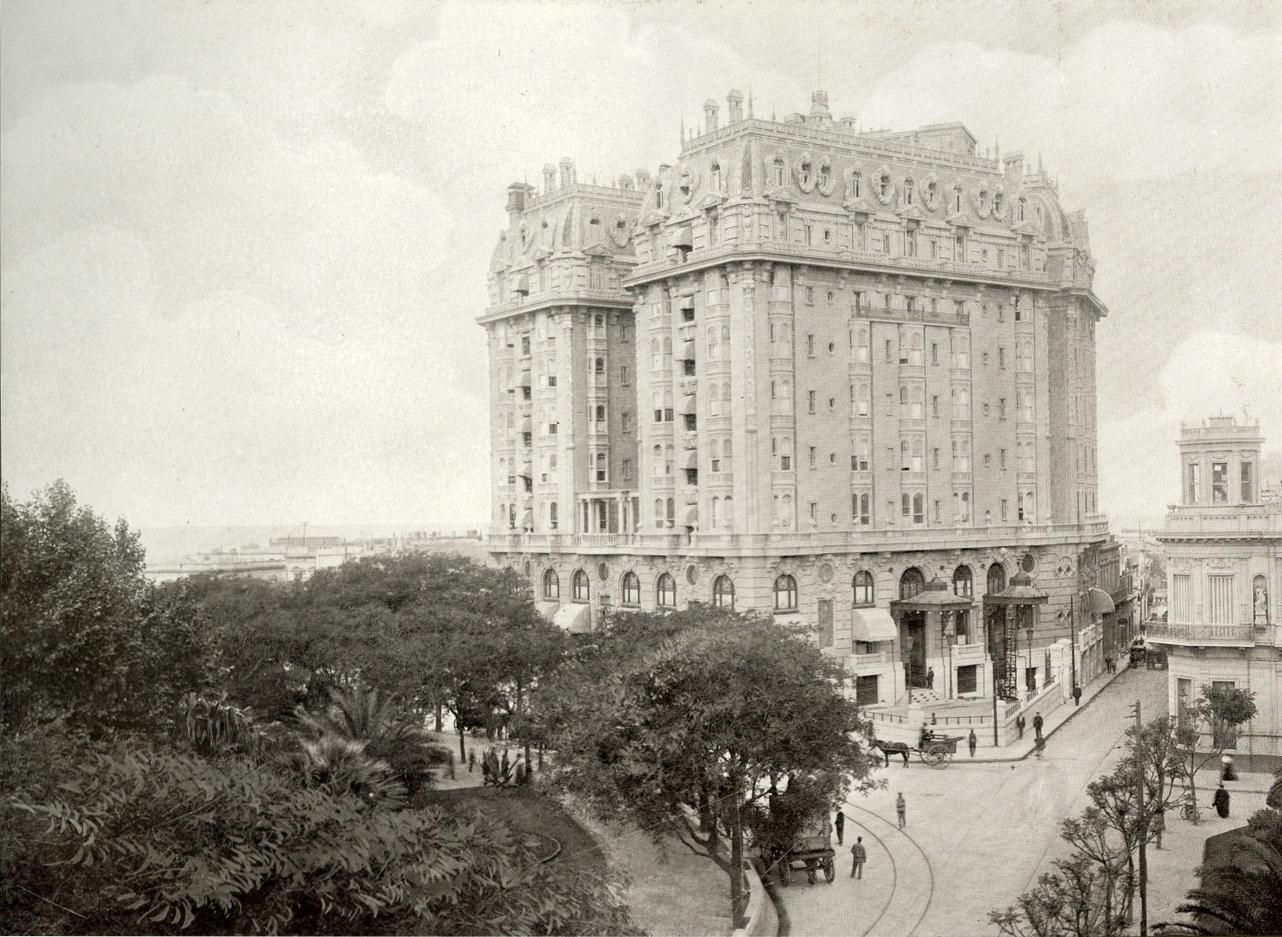
Aspecto original del Plaza Hotel (ca. 1910), aún sin la entrada de carruajes
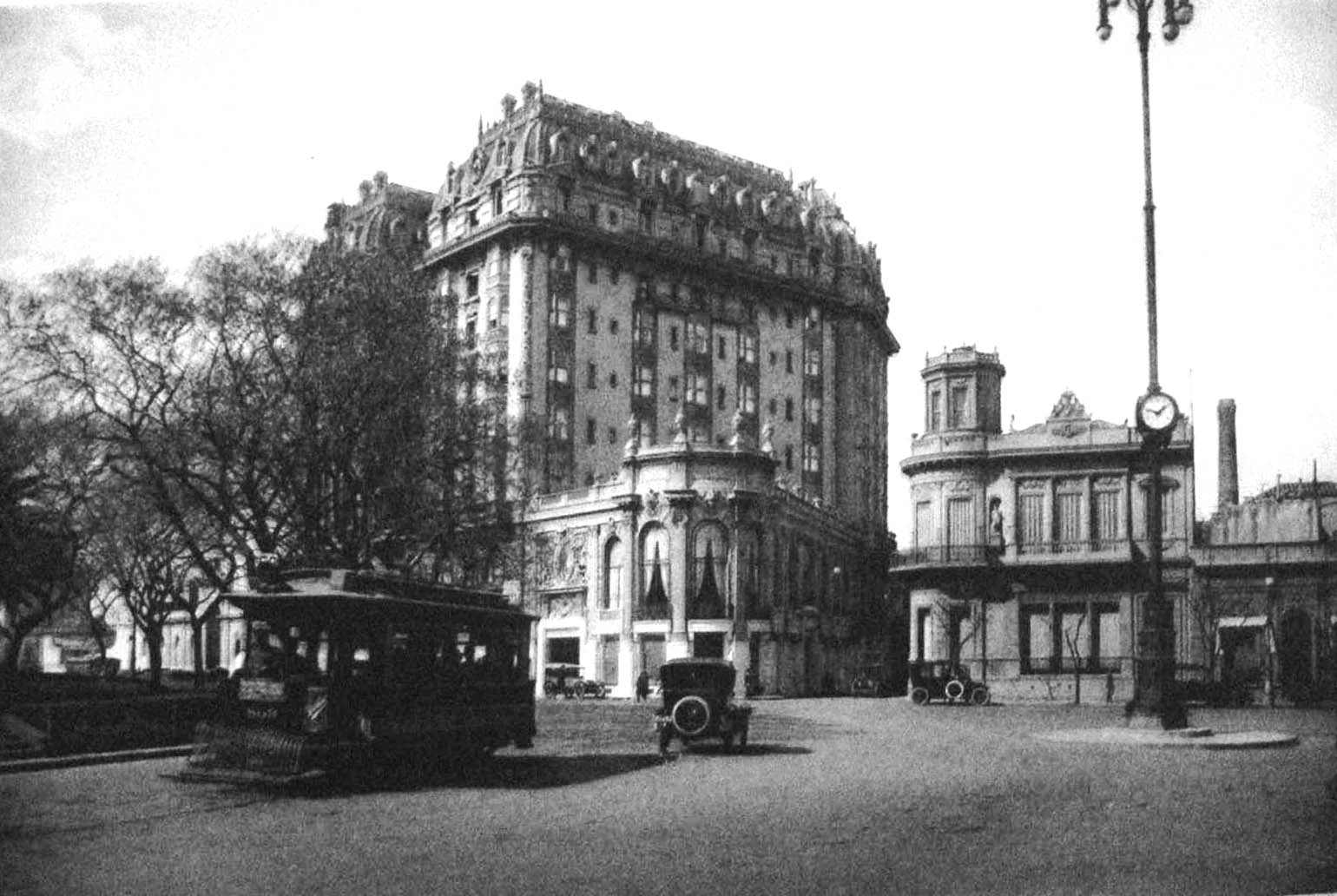
El Plaza hacia 1920. A la derecha, la residencia Tornquist (demolida)
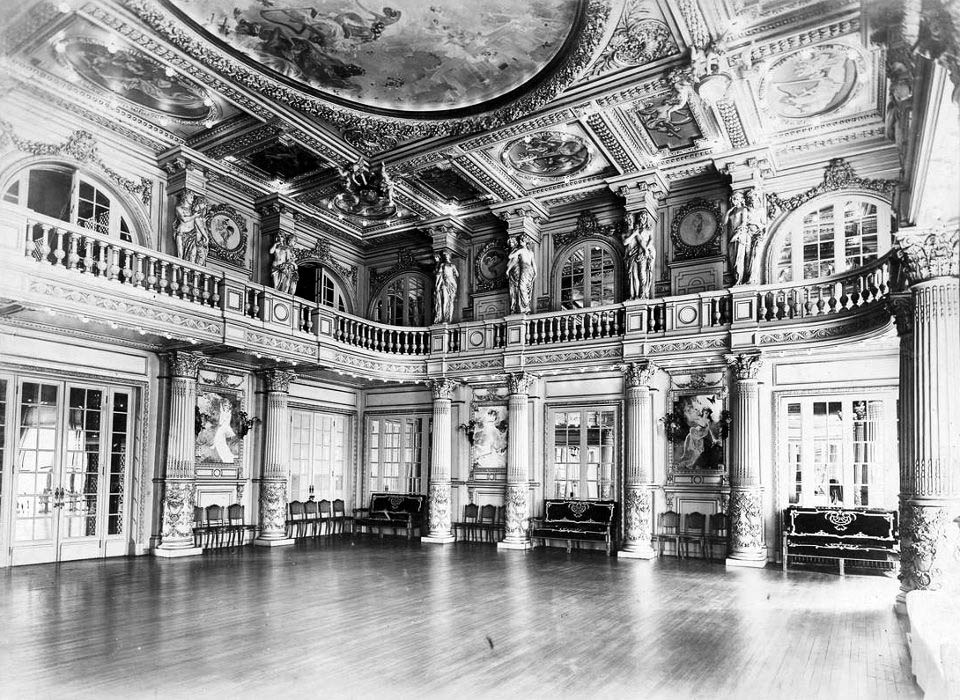
Salón de baile original, totalmente remodelado en 1934
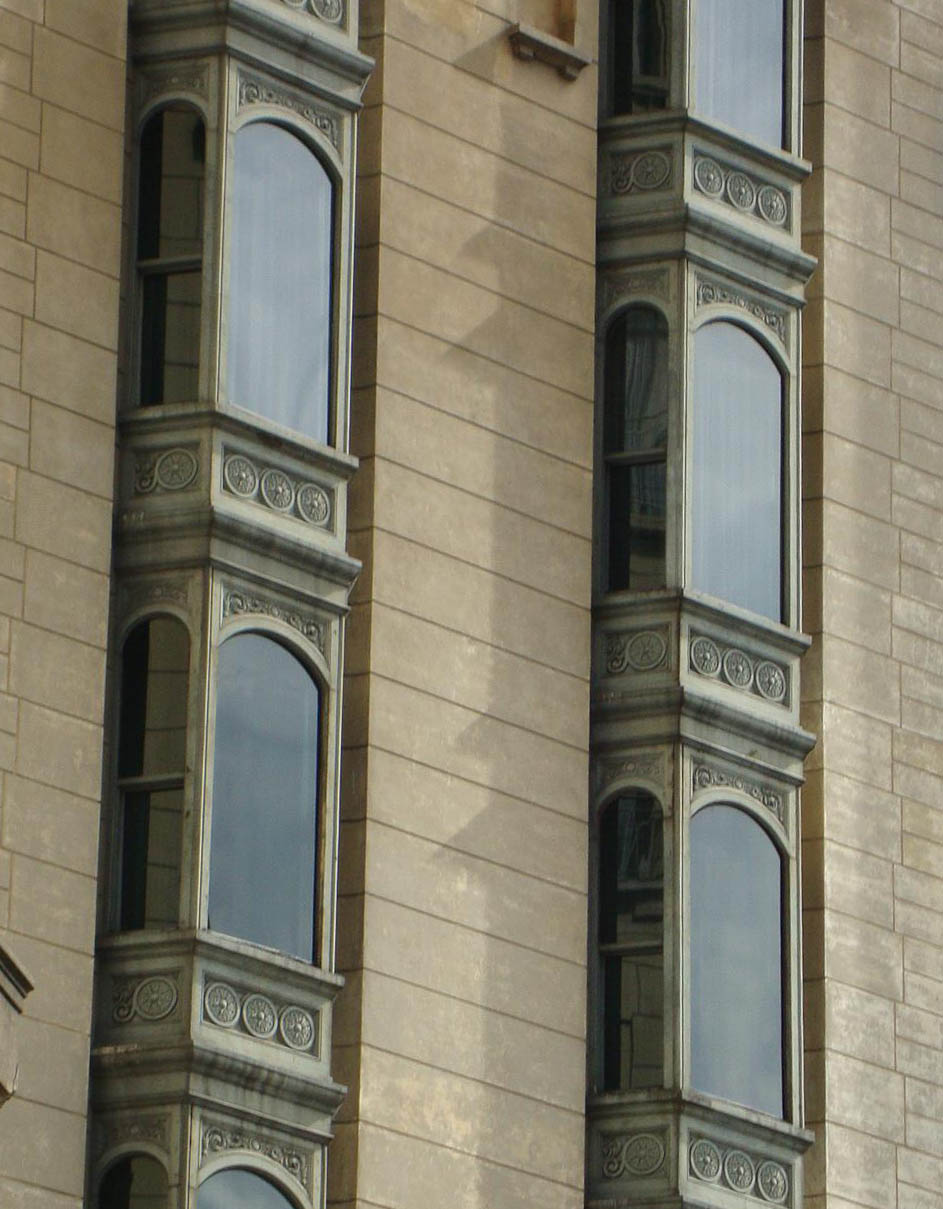
Las ventanas, hechas en hierro
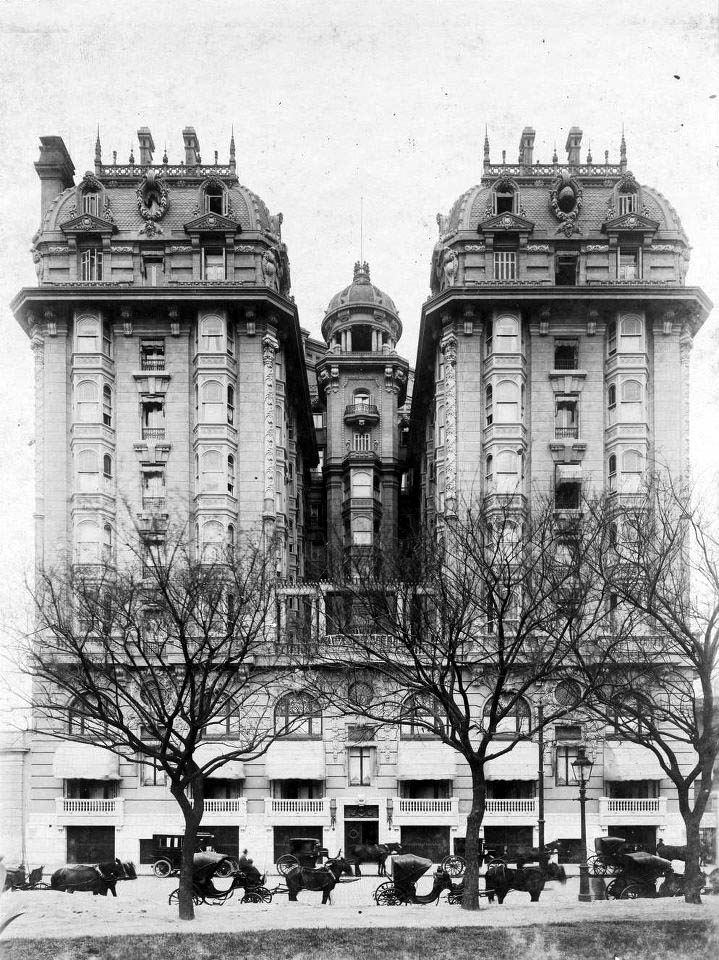
Aspecto original de 1909.
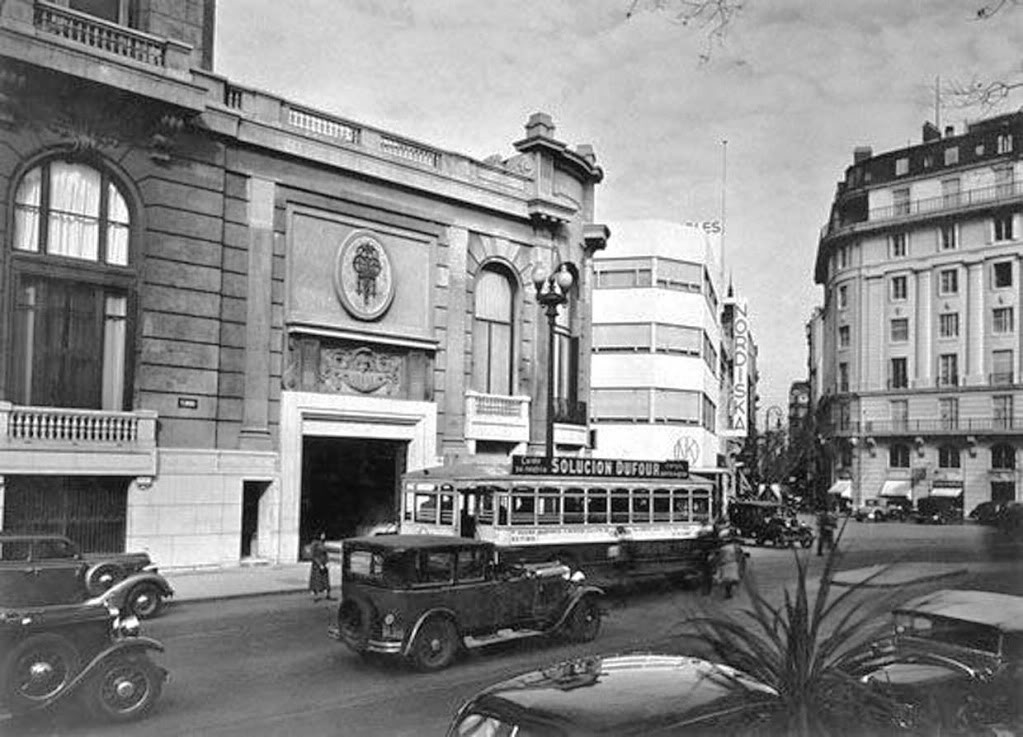
La esquina del Plaza Hotel en 1936